# Miramichi-Est (circonscription électorale)
 (septembre 2024).
La mise en forme du texte ne suit pas les recommandations de Wikipédia : il faut le « wikifier ».
Les points d'amélioration suivants sont les cas les plus fréquents. Le détail des points à revoir est peut-être précisé sur la page de discussion.
- Les titres sont pré-formatés par le logiciel. Ils ne sont ni en capitales, ni en gras.
- Le texte ne doit pas être écrit en capitales (les noms de famille non plus), ni en gras, ni en italique, ni en « petit »…
- Le gras n'est utilisé que pour surligner le titre de l'article dans l'introduction, une seule fois.
- L'italique est rarement utilisé : mots en langue étrangère, titres d'œuvres, noms de bateaux, etc.
- Les citations ne sont pas en italique mais en corps de texte normal. Elles sont entourées par des guillemets français : « et ».
- Les listes à puces sont à éviter, des paragraphes rédigés étant largement préférés. Les tableaux sont à réserver à la présentation de données structurées (résultats, etc.).
- Les appels de note de bas de page (petits chiffres en exposant, introduits par l'outil «  Source ») sont à placer entre la fin de phrase et le point final[comme ça].
- Les liens internes (vers d'autres articles de Wikipédia) sont à choisir avec parcimonie. Créez des liens vers des articles approfondissant le sujet. Les termes génériques sans rapport avec le sujet sont à éviter, ainsi que les répétitions de liens vers un même terme.
- Les liens externes sont à placer uniquement dans une section « Liens externes », à la fin de l'article. Ces liens sont à choisir avec parcimonie suivant les règles définies. Si un lien sert de source à l'article, son insertion dans le texte est à faire par les notes de bas de page.
- La présentation des références doit suivre les conventions bibliographiques. Il est recommandé d'utiliser les modèles {{Ouvrage}}, {{Chapitre}}, {{Article}}, {{Lien web}} et/ou {{Bibliographie}}. Le mode d'édition visuel peut mettre en forme automatiquement les références.
- Insérer une infobox (cadre d'informations à droite) n'est pas obligatoire pour parachever la mise en page.

Pour une aide détaillée, merci de consulter Aide:Wikification.
Si vous pensez que ces points ont été résolus, vous pouvez retirer ce bandeau et améliorer la mise en forme d'un autre article.
Circonscription électorale provinciale du Canada
Miramichi-Est est une circonscription électorale provinciale qui élit un député à l’Assemblée législative du Nouveau-Brunswick. Elle est créée à partir de parties de Miramichi, de la baie de Miramichi-Neguac et de parties de Kent Nord.

## Création de la circonscription
Elle est créée en 2023 et est contesté pour la première fois lors des élections générales de 2024 au Nouveau-Brunswick. Elle couvre la partie sud de Miramichi et la partie est du sud-ouest de Miramichi-Bay du Vin. La circonscription couvre les parties sud et est de Miramichi et les zones sud-est du district rural du Grand Miramichi.

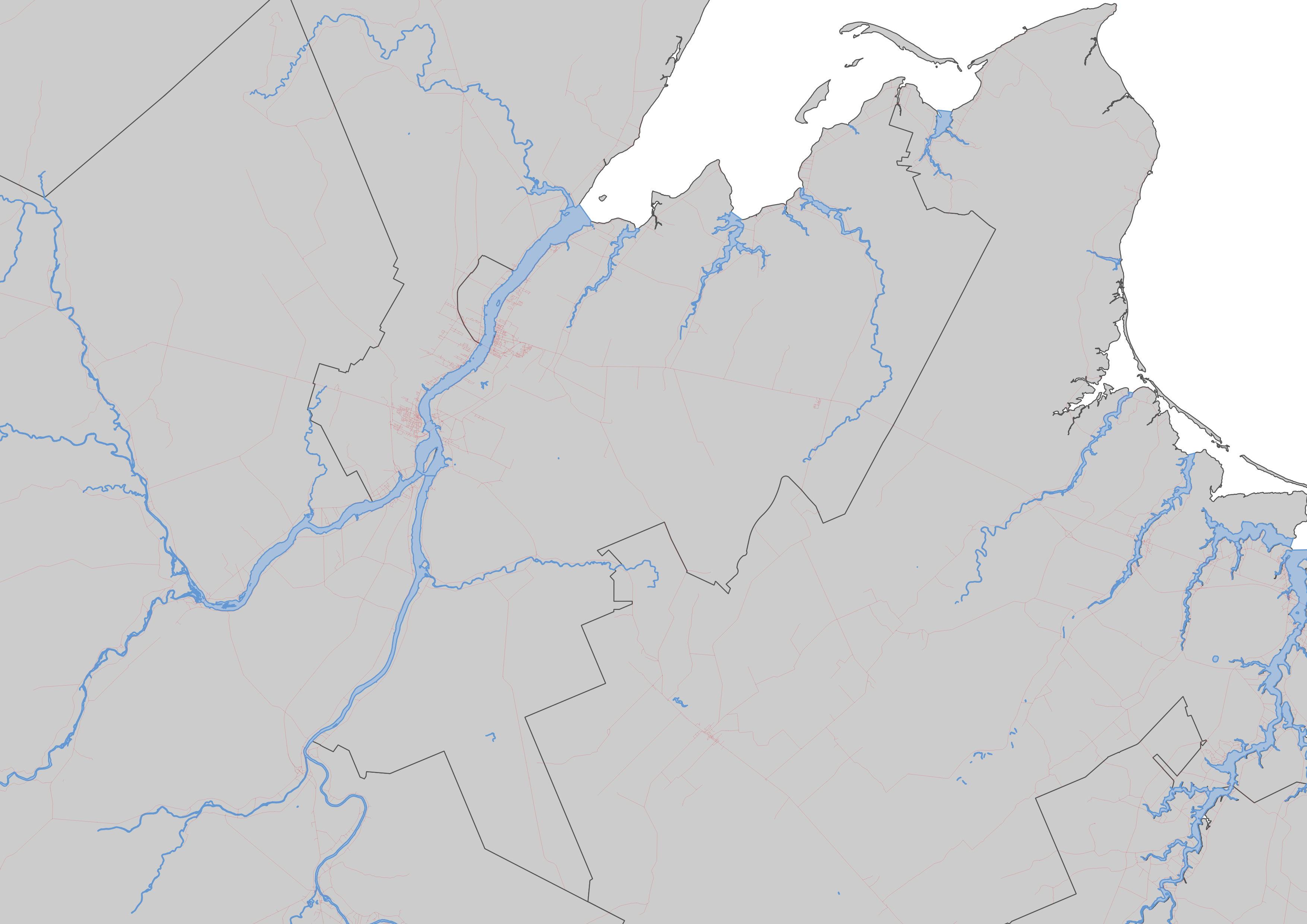
Miramichi-Est (tel qu'elle existe à partir de 2023) et les routes de la circonscription

## Liste des députés
| Législature   | Années | Député | Député          | Parti                     |
| ------------- | ------ | ------ | --------------- | ------------------------- |
| Miramichi-Est |        |        |                 |                           |
| 61e           | 2024-  |        | Michelle Conroy | Progressiste-conservateur |